# Cupa Mondială de Rugby din 2007
Campionatul Mondial de Rugby sau Cupa Mondială de Rugby din 2007 a fost ediția din anul 2007 a celei mai importante competiții mondiale de rugbi. Țara gazdă a fost Franța, dar unele meciuri au avut loc în Țara Galilor și Scoția. A fost cea de a 6-a ediție a turneului și s-a desfășurat între 7 septembrie și 20 octombrie. La această ediție au participat 20 de țări, grupate în prima fază în 4 grupe de câte 5 echipe.
Surprizele au apărut încă de la primele partide, când Franța a fost învinsă de Argentina în meciul de deschidere, iar Anglia a făcut foarte greu față echipei Statelor Unite ale Americii. România a jucat în grupa C, unde a pierdut la limită cu Italia (24-18), a fost învinsă fără drept de replică de Scoția (42-0), a câștigat cu greu în fața Portugaliei (14-10) și și-a spălat păcatele în confruntarea cu Noua Zeelandă (85-8), unde a opus o rezistență eroică. După ce, spre surprinderea tuturor, Australia și Noua Zeelandă au fost eliminate în sferturi, rezultatele din semifinale au dus la repetarea unor meciuri jucate în grupe: Africa de Sud a învins încă o dată Anglia și a devenit campioană mondială, iar Argentina și-a confirmat superioritatea în fața Franței, obținând locul al III-lea în aplauzele publicului de pe Stade de France din Paris.

## Țări participante

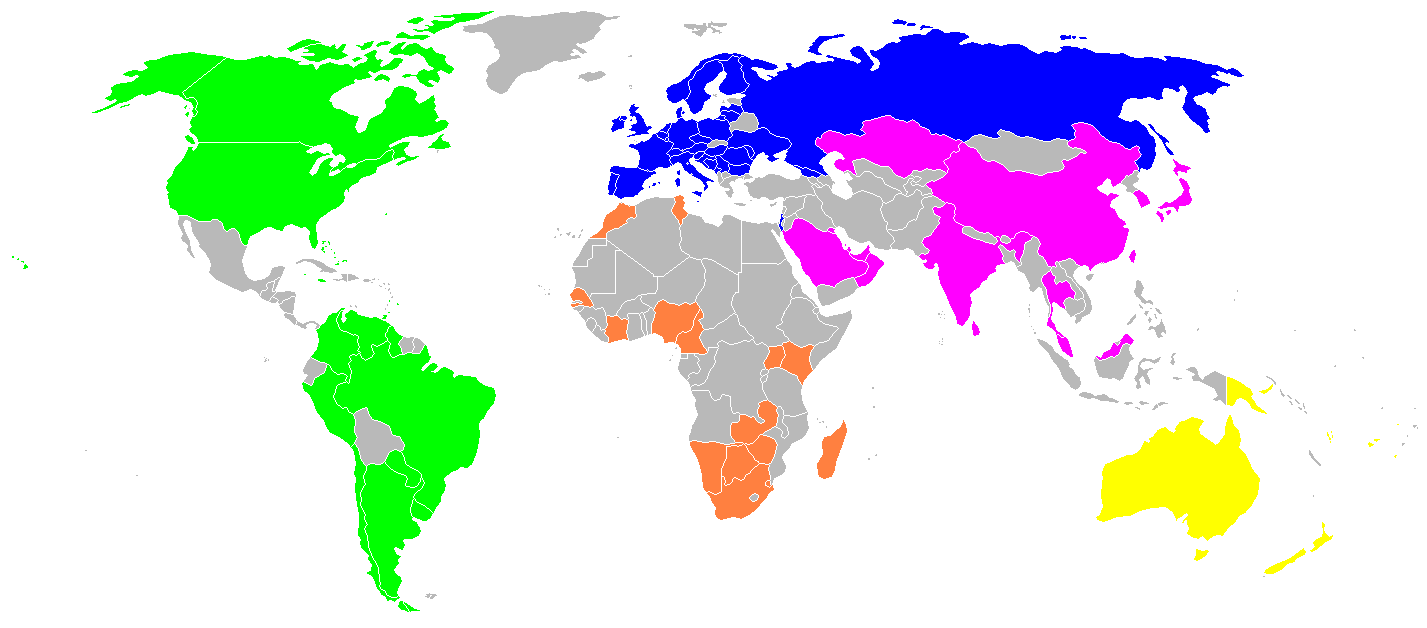
Ţările participante la faza de calificare.

Cele opt echipe ce au participat la faza sferturilor de finală ale Campionatului Mondial de Rugby din 2003 au fost calificate automat. Acestora li s-au alăturat alte 12 țări ce au jucat turnee de calificare. Zece dintre aceste poziții au fost ocupate prin calificare directă, celelalte două fiind ocupate în urma unor meciuri de baraj. Turneul de calificare a fost divizat în 5 grupe regionale în funcție de continente: Africa, America, Asia, Europa și Oceania. Incluzând și țările calificate în mod automat, un total de 90 de țări au participat la turneul de calificare.
În Africa, Namibia s-a calificat învingând Marocul. În America Argentina a fost prima țară calificată urmată de Canada, Statele Unite fiind a treia echipă calificată. Singura echipă calificată direct din Asia este Japonia. Din Europa primul loc de calificare a fost obținut de reprezentativa Italiei urmate de echipele din România și Georgia. Din Oceania s-au calificat Samoa și Fiji. Barajul intercontinental a opus reprezentativele din Tonga cu cea a Coreei de Sud și pe cea a Portugaliei cu cea din Uruguay. Portugalia a produs marea surpriza învingând echipa din Uruguay, fiind astfel singura echipă ce nu a participat la ediția anterioară a campionatului. De asemenea Portugalia este singura echipă de amatori ce participă la faza finală a turneului.
| Africa                      | America                              | Asia      | Europa                                                                                                  | Oceania                                                |
| --------------------------- | ------------------------------------ | --------- | --- | ------------------------------------------------------ |
| - Africa de Sud * - Namibia | - Argentina - Canada - Statele Unite | - Japonia | - Anglia * - Franța * - Irlanda * - Țara Galilor * - Scoția * - Italia - România - Georgia - Portugalia | - Australia * - Noua Zeelandă * - Samoa - Fiji - Tonga |

Țările marcate cu * sunt calificate automat.

## Stadioane

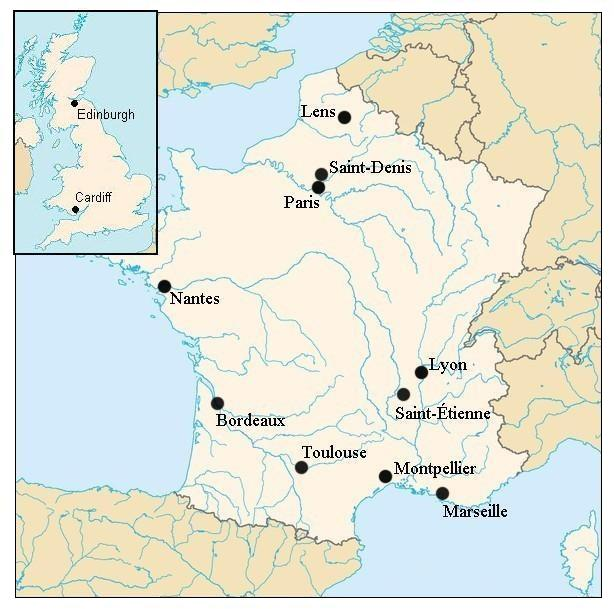
Harta cu locurile de desfăşurare a meciurilor

| Oraș                | Stadion                 | Capacitate | Mai multe informații                               |
| ------------------- | ----------------------- | ---------- | -------------------------------------------------- |
| Saint-Denis (Paris) | Stade de France         | 80.000     | Arhivat în 30 septembrie 2007, la Wayback Machine. |
| Cardiff             | Millennium Stadium      | 73.350     | Arhivat în 30 septembrie 2007, la Wayback Machine. |
| Edinburgh           | Murrayfield             | 68.000     | Arhivat în 27 septembrie 2007, la Wayback Machine. |
| Marsilia            | Stade Vélodrome         | 59.500     | Arhivat în 19 august 2007, la Wayback Machine.     |
| Paris               | Parc des Princes        | 47.870     | Arhivat în 30 septembrie 2007, la Wayback Machine. |
| Lens                | Stade Félix Bollaert    | 41.400     | Arhivat în 27 septembrie 2007, la Wayback Machine. |
| Lyon                | Stade de Gerland        | 41.100     | Arhivat în 27 septembrie 2007, la Wayback Machine. |
| Nantes              | Stade de la Beaujoire   | 38.100     | Arhivat în 30 septembrie 2007, la Wayback Machine. |
| Toulouse            | Stadium de Toulouse     | 35.700     | Arhivat în 30 septembrie 2007, la Wayback Machine. |
| Saint-Étienne       | Stade Geoffroy-Guichard | 35.650     | Arhivat în 27 septembrie 2007, la Wayback Machine. |
| Bordeaux            | Stade Chaban-Delmas     | 34.440     | Arhivat în 27 septembrie 2007, la Wayback Machine. |
| Montpellier         | Stade de la Mosson      | 33.900     | Arhivat în 27 septembrie 2007, la Wayback Machine. |

## Punctaj
- 4 puncte - Victorie
- 2 puncte - Egal
- 0 puncte - Înfrângere

Puncte bonus:
- 1 punct bonus pentru joc ofensiv în cazul marcării a mai mult de 4 eseuri
- 1 punct bonus pentru echipa învinsă în cazul unei diferențe de scor mai mici de 7 puncte

## Faza grupelor

### Grupa A
| Loc | Țară          | Jocuri | Jocuri    | Jocuri  | Jocuri   | Puncte | Puncte    | Puncte    | Puncte Bonus | Total Puncte |
| Loc | Țară          | Jucate | Câștigate | Egaluri | Pierdute | Pentru | Împotrivă | Diferență | Puncte Bonus | Total Puncte |
| --- | ------------- | ------ | --------- | ------- | -------- | ------ | --------- | --------- | ------------ | ------------ |
| 1   | Africa de Sud | 4      | 4         | 0       | 0        | 189    | 47        | +142      | 3            | 19           |
| 2   | Anglia        | 4      | 3         | 0       | 1        | 108    | 88        | +20       | 2            | 14           |
| 3   | Tonga         | 4      | 2         | 0       | 2        | 89     | 96        | -7        | 1            | 9            |
| 4   | Samoa         | 4      | 1         | 0       | 3        | 69     | 143       | -74       | 1            | 5            |
| 5   | Statele Unite | 4      | 0         | 0       | 4        | 61     | 142       | -81       | 1            | 1            |

- 8 septembrie: Anglia  28 - 10  Statele Unite, Stade Félix Bollaert, Lens
- 9 septembrie: Africa de Sud  59 - 07  Samoa, Parc des Princes, Paris
- 12 septembrie: Tonga  25 - 15  Statele Unite, Stade de la Mosson, Montpellier
- 14 septembrie: Anglia   0 - 36  Africa de Sud, Stade de France, Saint-Denis
- 16 septembrie: Samoa  15 - 19  Tonga, Stade de la Mosson, Montpellier
- 22 septembrie: Africa de Sud  30 - 25  Tonga, Stade Félix Bollaert, Lens
- 22 septembrie: Anglia  44 - 22  Samoa, Stade de la Beaujoire, Nantes
- 26 septembrie: Samoa  25 - 21  Statele Unite, Stade Geoffroy-Guichard, Saint-Étienne
- 28 septembrie: Anglia  36 - 20  Tonga, Parc des Princes, Paris
- 30 septembrie: Africa de Sud  64 - 15  Statele Unite, Stade de la Mosson, Montpellier

### Grupa B
| Loc | Țară         | Jocuri | Jocuri    | Jocuri  | Jocuri   | Puncte | Puncte    | Puncte    | Puncte Bonus | Total Puncte |
| Loc | Țară         | Jucate | Câștigate | Egaluri | Pierdute | Pentru | Împotrivă | Diferență | Puncte Bonus | Total Puncte |
| --- | ------------ | ------ | --------- | ------- | -------- | ------ | --------- | --------- | ------------ | ------------ |
| 1   | Australia    | 4      | 4         | 0       | 0        | 215    | 41        | +174      | 4            | 20           |
| 2   | Fiji         | 4      | 3         | 0       | 1        | 114    | 131       | -17       | 3            | 15           |
| 3   | Țara Galilor | 4      | 2         | 0       | 2        | 163    | 105       | +58       | 4            | 12           |
| 4   | Japonia      | 4      | 0         | 1       | 3        | 64     | 210       | -146      | 1            | 3            |
| 5   | Canada       | 4      | 0         | 1       | 3        | 51     | 120       | -69       | 0            | 2            |

- 8 septembrie: Australia  91 – 03  Japonia, Stade de Gerland, Lyon
- 9 septembrie: Țara Galilor  42 – 17  Canada, Stade de la Beaujoire, Nantes
- 12 septembrie: Fiji  35 – 31  Japonia, Stadium de Toulouse, Toulouse
- 15 septembrie: Țara Galilor  20 – 32  Australia, Millennium Stadium, Cardiff
- 16 septembrie: Fiji  29 – 16  Canada, Millennium Stadium, Cardiff
- 20 septembrie: Țara Galilor  72 – 18  Japonia, Millennium Stadium, Cardiff
- 23 septembrie: Australia  55 – 12  Fiji, Stade de la Mosson, Montpellier
- 25 septembrie: Canada  12 – 12  Japonia, Stade Chaban-Delmas, Bordeaux
- 29 septembrie: Australia  37 – 6  Canada, Stade Chaban-Delmas, Bordeaux
- 29 septembrie: Țara Galilor  34 – 38  Fiji, Stade de la Beaujoire, Nantes

### Grupa C
| Loc | Țară          | Jocuri | Jocuri    | Jocuri  | Jocuri   | Puncte | Puncte    | Puncte    | Puncte Bonus | Total Puncte |
| Loc | Țară          | Jucate | Câștigate | Egaluri | Pierdute | Pentru | Împotrivă | Diferență | Puncte Bonus | Total Puncte |
| --- | ------------- | ------ | --------- | ------- | -------- | ------ | --------- | --------- | ------------ | ------------ |
| 1   | Noua Zeelandă | 4      | 4         | 0       | 0        | 309    | 35        | +274      | 4            | 20           |
| 2   | Scoția        | 4      | 3         | 0       | 1        | 116    | 66        | +50       | 2            | 14           |
| 3   | Italia        | 4      | 2         | 0       | 2        | 85     | 117       | -32       | 1            | 9            |
| 4   | România       | 4      | 1         | 0       | 3        | 40     | 161       | -121      | 1            | 5            |
| 5   | Portugalia    | 4      | 0         | 0       | 4        | 38     | 209       | -171      | 1            | 1            |

- 8 septembrie:  Noua Zeelandă   76–14  Italia, Stade Vélodrome, Marseille
- 9 septembrie:  Scoția   56–10  Portugalia, Stade Geoffroy-Guichard, Saint-Étienne
- 12 septembrie: Italia   24–18  România, Stade Vélodrome, Marseille
- 15 septembrie: Noua Zeelandă  108–13  Portugalia, Stade de Gerland, Lyon
- 18 septembrie: Scoția   42– 0  România, Murrayfield Stadium, Edinburgh
- 19 septembrie: Italia   31– 5  Portugalia, Parc des Princes, Paris
- 23 septembrie: Scoția    0–40  Noua Zeelandă, Murrayfield Stadium, Edinburgh
- 25 septembrie: România   14–10  Portugalia, Stadium de Toulouse, Toulouse
- 29 septembrie: Scoția   18–16  Italia, Stade Geoffroy-Guichard, Saint-Étienne
- 29 septembrie: Noua Zeelandă   85– 8  România, Stadium de Toulouse, Toulouse

### Grupa D
| Loc | Țară      | Jocuri | Jocuri    | Jocuri  | Jocuri   | Puncte | Puncte    | Puncte    | Puncte Bonus | Total Puncte |
| Loc | Țară      | Jucate | Câștigate | Egaluri | Pierdute | Pentru | Împotrivă | Diferență | Puncte Bonus | Total Puncte |
| --- | --------- | ------ | --------- | ------- | -------- | ------ | --------- | --------- | ------------ | ------------ |
| 1   | Argentina | 4      | 4         | 0       | 0        | 143    | 33        | +111      | 2            | 18           |
| 2   | Franța    | 4      | 3         | 0       | 1        | 188    | 37        | +151      | 3            | 15           |
| 3   | Irlanda   | 4      | 2         | 0       | 2        | 64     | 82        | -18       | 1            | 9            |
| 4   | Georgia   | 4      | 1         | 0       | 3        | 50     | 111       | -61       | 1            | 5            |
| 5   | Namibia   | 4      | 0         | 0       | 4        | 30     | 212       | -182      | 0            | 0            |

- 7 septembrie: Argentina  17-12  Franța, Stade de France, Saint-Denis
- 9 septembrie: Irlanda  32-17  Namibia, Stade Chaban-Delmas, Bordeaux
- 11 septembrie: Argentina  33- 3  Georgia, Stade de Gerland, Lyon
- 15 septembrie: Irlanda  14-10  Georgia, Stade Chaban-Delmas, Bordeaux
- 16 septembrie: Franța  87-10  Namibia, Stadium de Toulouse, Toulouse
- 21 septembrie: Franța  25- 3  Irlanda, Stade de France, Saint-Denis
- 22 septembrie: Argentina  63- 3  Namibia, Stade Vélodrome, Marseille
- 26 septembrie: Georgia  30- 0  Namibia, Stade Félix Bollaert, Lens
- 30 septembrie: Franța  64- 7  Georgia, Stade Vélodrome, Marseille
- 30 septembrie: Irlanda  15-30  Argentina, Parc des Princes, Paris

## Faza eliminatorie
|  | Sferturi de finală                         | Sferturi de finală                          |                                             |           | Semifinale | Semifinale |  |  | Finală                                 | Finală |
|  |                                            |                                             |                                             |           |            |            |  |  |                                        |        |
|  | 6 octombrie – Stade Vélodrome, Marseille   |                                             |                                             |           |            |            |  |  |                                        |        |
|  |                                            |                                             |                                             |           |            |            |  |  |                                        |        |
|  | Australia                                  | 10                                          |                                             |           |            |            |  |  |                                        |        |
|  | Australia                                  | 10                                          | 13 octombrie – Stade de France, Saint-Denis |           |            |            |  |  |                                        |        |
|  | Anglia                                     | 12                                          |                                             |           |            |            |  |  |                                        |        |
|  | Anglia                                     | 12                                          | Anglia                                      | 14        |            |            |  |  |                                        |        |
|  | 6 octombrie – Millennium Stadium, Cardiff  |                                             | Anglia                                      | 14        |            |            |  |  |                                        |        |
|  |                                            | Franța                                      | 9                                           |           |            |            |  |  |                                        |        |
|  | Noua Zeelandă                              | Franța                                      | 9                                           | 18        |            |            |  |  |                                        |        |
|  | Noua Zeelandă                              |                                             | 20 octombrie – Stade de France, Saint-Denis | 18        |            |            |  |  |                                        |        |
|  | Franța                                     | 20                                          |                                             |           |            |            |  |  |                                        |        |
|  | Franța                                     | 20                                          | Anglia                                      | 6         |            |            |  |  |                                        |        |
|  | 7 octombrie – Stade Vélodrome, Marseille   |                                             | Anglia                                      | 6         |            |            |  |  |                                        |        |
|  |                                            | Africa de Sud                               | 15                                          |           |            |            |  |  |                                        |        |
|  | Africa de Sud                              | Africa de Sud                               | 15                                          | 37        |            |            |  |  |                                        |        |
|  | Africa de Sud                              | 14 octombrie – Stade de France, Saint-Denis |                                             | 37        |            |            |  |  |                                        |        |
|  | Fiji                                       | 20                                          |                                             |           |            |            |  |  |                                        |        |
|  | Fiji                                       | 20                                          | Africa de Sud                               | 37        | Locul 3    | Locul 3    |  |  |                                        |        |
|  | 7 octombrie – Stade de France, Saint-Denis |                                             | Africa de Sud                               | 37        | Locul 3    | Locul 3    |  |  |                                        |        |
|  |                                            | Argentina                                   | 13                                          |           |            |            |  |  |                                        |        |
|  | Argentina                                  | Argentina                                   | 13                                          | 19        | Franța     | 10         |  |  |                                        |        |
|  | Argentina                                  |                                             |                                             | 19        | Franța     | 10         |  |  |                                        |        |
|  | Scoția                                     | 13                                          |                                             | Argentina | 34         |            |  |  |                                        |        |
|  | Scoția                                     | 13                                          |                                             |           | 34         |            |  |  |                                        |        |
|  |                                            |                                             |                                             |           |            |            |  |  | 19 octombrie – Parc des Princes, Paris |        |
|  |                                            |                                             |                                             |           |            |            |  |  |                                        |        |

### Sferturi de finală
- 6 octombrie: Australia  10-12  Anglia, Stade Vélodrome, Marsilia
- 6 octombrie: Noua Zeelandă  18-20  Franța, Millennium Stadium, Cardiff
- 7 octombrie: Africa de Sud  37-20  Fiji, Stade Vélodrome, Marsilia
- 7 octombrie: Argentina  19-13  Scoția, Stade de France, Saint-Denis

### Semifinale
- 13 octombrie: Anglia  14-9  Franța, Stade de France, Saint-Denis
- 14 octombrie: Africa de Sud  37-13  Argentina, Stade de France, Saint-Denis

### Finala mică
- 19 octombrie: Franța  10-34  Argentina, Parc des Princes, Paris

### Finala
- 20 octombrie: Anglia  6-15  Africa de Sud, Stade de France, Saint-Denis

| Campioana mondială de rugby din 2007 |
| ------------------------------------ |
| Africa de Sud Al doilea titlu        |